# 網紋海蝠魚
網紋海蝠魚，為輻鰭魚綱鮟鱇目棘茄魚亞目棘茄魚科的其中一種，分布於印度洋東北部的索馬利亞海域，屬深海底棲性魚類，棲息深度375-420公尺，體長可達6公分，棲息在沙泥底質水域，生活習性不明。

## 扩展阅读
維基物種上的相關：網紋海蝠魚